# Faxe (ord)
Faxe är ett fornnordiskt ord för häst, med den egentliga betydelsen långmanig. Det kommer från de hästar som asagudarna Frö, Natt och Dag hade – Fröfaxe, Rimfaxe och Skinfaxe. Ordet används fortfarande i isländskan med stavningen faxi.